# Bernhard Korupp
Bernhard Korupp (* 14. Dezember 1927 in Dorf-Malchow; † 19. Januar 2006) war ein deutscher Landwirt und Politiker (LDP). Er war ab 1950 Abgeordneter des Landtages Mecklenburg-Vorpommern. 1951 flüchtete er in den Westen.

## Leben
Korupp, Sohn eines Bauern, wurde  in Dorf-Malchow im Kreis Parchim geboren. Mit Friedrich-Franz Wiese besuchte er ab 1938 das Friedrich-Franz-Gymnasium in Parchim. Nach dem Zweiten Weltkrieg wurde er Mitglied der LDP und begann 1948 ein Studium der Landwirtschaft an der Universität Rostock. Nach der Verhaftung von Arno Esch im Oktober 1949 übernahm er den Vorsitz in der verwaisten LDP-Hochschulgruppe an der Universität Rostock. Im Oktober 1950 wurde er Abgeordneter des  Landtages von Mecklenburg-Vorpommern. Um seiner drohenden Verhaftung zu entgehen, floh er 1951 mit seiner Frau in den Westen. Er war Mitglied im Verband Ehemaliger Rostocker Studenten (VERS).
Korupp lebte zuletzt in Hannover und verstarb im Alter von 78 Jahren.